# Триеи
Трие́и (итал. Triei) — коммуна в Италии, располагается в регионе Сардиния, в провинции Нуоро.
Население составляет 1 097 человек (30-6-2019), плотность населения составляет 33,26  чел./км². Занимает площадь 32,98 км². Почтовый индекс — 8040. Телефонный код — 0782.
Покровителями коммуны почитаются святые Косма и Дамиан, празднование 26 сентября и 12 ноября .

## Демография
Динамика населения:

## Администрация коммуны
- Официальный сайт: http://www.comune.triei.ogliastra.it/

## Примечание
1. ↑  Statistiche demografiche ISTAT. demo.istat.it. Дата обращения: 24 ноября 2019. Архивировано 24 июля 2019 года.